# ADL (raper)
ADL lub A.D.L. od Adam Den Lille, właściwie  Adam Jewelle Baptiste (ur. 8 lutego 1973) – raper. Współpracował z artystami i zespołami takimi jak: Basshunter, Enrique Iglesias, Sebastian Ingrosso, Katy Perry i Swedish House Mafia pisząc ich utwory.

## Dyskografia

### Albumy studyjne
| Rok  | Dane dot. albumu |
| ---- | --- |
| 1991 | Timebomb - Wydany: 1991 - Wytwórnia: East West Records - Format: CD, digital download - Album ADL, 3 Pieces of a Puzzle i Swing-Fly |

### Single
| Rok                          | Tytuł | Najwyższe pozycje na listach |
| Rok                          | Tytuł | SWE                          |
| ---------------------------- | --- | ---------------------------- |
| 1991                         | „That’s What I’m Here for” | –                            |
| 2000                         | „Scandalnavia” (Ayo, Ken, Petter, Eye N’ I, Tjes Boogie, Clemens, Mass, Elastinen, N-Light-N, Diaz, Opaque, Tech-Rock, Jester, Jørg1) | –                            |
| 2014                         | „Medicine” | –                            |
| 2015                         | „Svart kaffe” | –                            |
| 2015                         | „Forever börjar här” (feat. Joakim Berg)                                                                                              | 96                           |
| „–” singel nie był notowany. | |                              |

#### Single z gościnnym udziałem
| Rok  | Tytuł                                                                               |
| ---- | ----------------------------------------------------------------------------------- |
| 1992 | „Girls” (Timebomb feat. M-Rock, Swing Fly, Papa Dee)                                |
| 1996 | „Dinah” (Blacknuss feat. Stephen Simmonds, Richie Pasta, Muladoe)                   |
| 1997 | „Last Night a DJ Saved My Life” (Blacknuss feat. Nai-Jee-Ria)                       |
| 1999 | „Don’t Break My Heart” (Blacknuss feat. David’s Daughters, Swing)                   |
| 1999 | „Always on My Mind/Fallin’” (Dellastars feat. Jasmina, Keena, Sean „Barney” Thomas) |
| 2000 | „Alright” (Eric S, jako Adam Baptiste)                                              |
| 2000 | „ I Like (The Things You Do)” (Eric S, jako Adam Baptiste)                          |
| 2001 | „Big City Life 2001” (Rob'n'Raz feat. DJ Méndez, Big Fred)                          |
| 2004 | „All Your Lovin’” (Blacknuss feat. DJ Méndez, Awa Manneh)                           |
| 2008 | „Let It Rain” (Tyken)                                                               |
| 2009 | „The Anthem” (Kaanquest)                                                            |
| 2014 | „A Till A” (Timbuktu feat. Adam Kanyama)                                            |